# Liste der denkmalgeschützten Objekte in Hermagor-Pressegger See
Die Liste der denkmalgeschützten Objekte in Hermagor-Pressegger See enthält die 49 denkmalgeschützten, unbeweglichen Objekte der Stadtgemeinde Hermagor-Pressegger See.

## Denkmäler
| Foto |                 | Denkmal | Standort                                          | Beschreibung | Metadaten |
| ---- | --------------- | --- | ------------------------------------------------- | --- | --- |
| ja   | Datei hochladen | Schloss Khünegg HERIS-ID: 21465 Objekt-ID: 17785seit 2017                                                           | Egg 1 Standort KG: Egg                            | Das Schloss ist ein stattlicher hakenförmiger dreigeschoßiger Bau, der im Kern aus dem 15. Jahrhundert stammt. Erhalten sind auch Teile der Befestigungsmauern und ein runder Wehrturm. | BDA-Hist.: Q37862619 Status: Bescheid Stand der BDA-Liste: 2025-06-30 Name: Schloss Khünegg GstNr.: 447/1, 449/1, 449/2, 465/8 Schloss Khünegg                                                                          |
| ja   | Datei hochladen | Kath. Pfarrkirche hl. Michael HERIS-ID: 21468 Objekt-ID: 17788                                                      | in Egg Standort KG: Egg                           | Die wehrhafte gotische Kirche hat ein dreijochiges Langhaus und einen dreijochigen Chor in gleicher Breite und südlich zwei gotische Kapellenanbauten. Der mächtige Turm steht nördlich am Langhaus und die Sakristei steht nördlich am Chor. Außen am Chor sind Reste eines bemerkenswerten großen Freskos (1488). Chor und Langhaus sind netzrippengewölbt, teils mit bemalten Schlusssteinen. An einem Fenster sind Glasmalereien von 1490. Der klassizistische Hochaltar mit Michaelsfigur stammt von 1837. In den Kapellen befindet sich jeweils ein Altar aus dem 17. Jahrhundert. Bemerkenswert ist ein spätgotischer Betstuhl. | BDA-Hist.: Q1761564 Status: § 2a Stand der BDA-Liste: 2025-06-30 Name: Kath. Pfarrkirche hl. Michael GstNr.: .39, 328 Pfarrkirche Egg (Kärnten)                                                                         |
| ja   | Datei hochladen | Kath. Filialkirche hl. Chrysanthus HERIS-ID: 21467 Objekt-ID: 17787                                                 | Fritzendorf Standort KG: Egg                      | Die neugotische Kapelle hat ein dreiachsiges Langhaus mit hohen Spitzbogenfenstern, einen niedrigeren eingezogenen Chor mit 3/8-Schluss und einen Dachreiter mit Pyramidenhelm. Hauptaltar und Kanzel sind neugotisch, der linke Seitenaltar stammt etwa von 1700. Die kleine, mehrfach umgebaute Orgel geht in Teilen bis ins 18. Jahrhundert zurück. | BDA-Hist.: Q1412808 Status: § 2a Stand der BDA-Liste: 2025-06-30 Name: Kath. Filialkirche hl. Chrysanthus GstNr.: .82 Filialkirche hl. Chrysanthus, Fritzendorf, Hermagor                                               |
| ja   | Datei hochladen | Kath. Filialkirche hl. Johannes der Täufer HERIS-ID: 21466 Objekt-ID: 17786                                         | Götzing Standort KG: Egg                          | Die kleine spätgotische Kirche besitzt eine offene Pfeilervorhalle und einen hölzernen Turm mit Spitzgiebelhelm. Bemerkenswert ist die geschnitzte frühbarocke Tür im spitzbogigen Westportal. Das Flachtonnengewölbe hat ein dekoratives Rippennetz. Hoch- und Seitenaltäre stammen etwa von 1700, die bemerkenswerten Betstühle sind noch etwas älter. | BDA-Hist.: Q1412858 Status: § 2a Stand der BDA-Liste: 2025-06-30 Name: Kath. Filialkirche hl. Johannes der Täufer GstNr.: .9 Filialkirche Götzing                                                                       |
| ja   | Datei hochladen | Kapelle Maria Lourdes (Tomaschitz) HERIS-ID: 11325 Objekt-ID: 7410                                                  | bei Micheldorf 17 Standort KG: Egg                | Die 1902 errichtete neugotische Kapelle ist ein einfacher Bau mit Chor mit 6/10-Schluss und hölzernem Dachreiter. Das Presbyteriumsgewölbe ist sternenverziert. Der Zentrale Schrein des neugotischen Altars von Ignaz Hutter wird von einem krabbenverzierten Wimperg überdacht. | BDA-Hist.: Q1412939 Status: Bescheid Stand der BDA-Liste: 2025-06-30 Name: Kapelle Maria Lourdes (Tomaschitz) GstNr.: .131 Kapelle in Micheldorf (Hermagor)                                                             |
| ja   | Datei hochladen | Kapelle hl. Maria HERIS-ID: 11112 Objekt-ID: 7185                                                                   | neben Potschach 2 Standort KG: Egg                | Die 1864 errichtete Kapelle ist ein neugotischer Bau mit Dachreiter; Portal und Fenster sind spitzbogig. Der spätbarocke, mit 1724 bezeichnete Altar mit Akanthusranken befand sich früher in der Kapelle in Fritzendorf. | BDA-Hist.: Q1383092 Status: Bescheid Stand der BDA-Liste: 2025-06-30 Name: Kapelle hl. Maria GstNr.: .95/2 Kapelle hl. Maria in Potschach, Hermagor                                                                     |
| ja   | Datei hochladen | Kath. Pfarrkirche hl. Jakob HERIS-ID: 21454 Objekt-ID: 17774                                                        | in Förolach Standort KG: Görtschach               | Die gotische Kirche hat einen Chor mit 3/8-Schluss, einen mächtigen Nordturm mit Mauerschlitzen, und mit 1521 bezeichnete Fresken an Chor und Südfassade. Der Hochaltar mit reicher Knorpelwerkverzierung stammt etwa von 1680. Kanzel und Seitenaltar sind neugotisch; das Gemälde Enthauptung des Jakobus am Hochaltar stammt von Joseph Straka aus 1912. Ein bemalter Baldachin aus dem 18. Jahrhundert wird in der Kirche aufbewahrt. | BDA-Hist.: Q2082629 Status: § 2a Stand der BDA-Liste: 2025-06-30 Name: Kath. Pfarrkirche hl. Jakob GstNr.: .27 Pfarrkirche Förolach                                                                                     |
| ja   | Datei hochladen | Kath. Filialkirche hl. Heinrich HERIS-ID: 21453 Objekt-ID: 17773                                                    | Görtschach Standort KG: Görtschach                | Die spätgotische Kirche weist eine Pfeilervorhalle, einen massiven Nordturm und einen Chor mit 3/8-Schluss und vier derben Strebepfeilern auf; das Langhaus wurde barockisiert. Decken- und Wandgemälde im Inneren stammen aus dem 18. Jahrhundert. Der Hochaltar, ein prächtiger Triumphbogenaltar von etwa 1670 wurde 1977 restauriert. Auch die Seitenaltäre stammen aus dem 17. Jahrhundert. | BDA-Hist.: Q1412846 Status: § 2a Stand der BDA-Liste: 2025-06-30 Name: Kath. Filialkirche hl. Heinrich GstNr.: .73 Filialkirche hl. Heinrich, Görtschach, Hermagor                                                      |
| ja   | Datei hochladen | Kath. Filialkirche hl. Ruprecht HERIS-ID: 21452 Objekt-ID: 17772                                                    | Presseggen Standort KG: Görtschach                | Die kleine spätgotische Kirche mit zweijochigem Langhaus und eingezogenem einwöchigen Chor wurde 1485 geweiht. Sie hat ein spitzbogiges profiliertes Portal, einen Dachreiter, eine Pfeilervorhalle, und Sternrippengewölbe. Bemerkenswert ist der aus dem späten 17. Jahrhundert stammende Hauptaltar mit zweigeschoßiger Säulenädikula und einer Rupert-Figur aus dem 15. Jahrhundert. | BDA-Hist.: Q1412999 Status: § 2a Stand der BDA-Liste: 2025-06-30 Name: Kath. Filialkirche hl. Ruprecht GstNr.: .39 Filialkirche hl. Ruprecht in Presseggen, Hermagor                                                    |
| ja   | Datei hochladen | Befestigung Heidenturm bei Danz HERIS-ID: 21455 Objekt-ID: 17775                                                    | östlich Danz 3 Standort KG: Guggenberg            | Die rechteckige Wallanlage konnte bisher nicht datiert werden. Sie könnte als Sperre der Straße über den Nassfeldpass gedient haben. | BDA-Hist.: Q37862469 Status: Bescheid Stand der BDA-Liste: 2025-06-30 Name: Befestigung Heidenturm bei Danz GstNr.: 721/7, 721/11 Heidenturm Danz                                                                       |
| ja   | Datei hochladen | Kath. Filialkirche hl. Ulrich HERIS-ID: 21456 Objekt-ID: 17776                                                      | Guggenberg Standort KG: Guggenberg                | Die kleine Kirche ist ein barocker Bau aus dem 17. Jahrhundert mit Dachreiter und Altarraum mit 3/8-Schluss. 1987 wurde der frühbarocke Architekturdekor wiederhergestellt. Der Altar trägt die Jahreszahl 1686, an ihm ist ein spätbarockes Bild der Marienkrönung. | BDA-Hist.: Q37862485 Status: § 2a Stand der BDA-Liste: 2025-06-30 Name: Kath. Filialkirche hl. Ulrich GstNr.: .64 Filialkirche hl. Ulrich, Guggenberg                                                                   |
| ja   | Datei hochladen | Pfarrhof HERIS-ID: 30727 Objekt-ID: 27488                                                                           | Dechant-Pietschnigg-Gasse 1 Standort KG: Hermagor | Der dreigeschoßige Bau vom Ende 15. Jahrhundert wurde renoviert 1736, 1854 und 1902 renoviert. Beim Brand 1904 blieb er verschont. | BDA-Hist.: Q37937254 Status: Bescheid Stand der BDA-Liste: 2025-06-30 Name: Pfarrhof GstNr.: 54 |
| ja   | Datei hochladen | Kath. Filialkirche Maria Thurn (Maria Heimsuchung) HERIS-ID: 21461 Objekt-ID: 17781                                 | Gailtalstraße 29 Standort KG: Hermagor            | Die spätgotische, barockisierte Wallfahrtskirche war bis 1859 die Schlosskapelle des Thurnhofs. Der 1993 außen restaurierte Bau weist ein dreiachsiges Langhaus, einen niedrigen Chor mit 3/8-Schluss und einen hölzernen Dachreiter mit Spitzhelm auf. Der Hauptaltar mit Marienbild und Opfergangsportalen ist von 1690. In der Kirche befinden sich mehrere Votivbilder und ein auf Holz gemaltes Wappen (Familie Grossing) von 1570. | BDA-Hist.: Q37862580 Status: § 2a Stand der BDA-Liste: 2025-06-30 Name: Kath. Filialkirche Maria Thurn (Maria Heimsuchung) GstNr.: 545 Filialkirche Maria Thurn                                                         |
| ja   | Datei hochladen | Evang. Pfarrkirche A.B., Schneerosenkirche HERIS-ID: 21460 Objekt-ID: 17780                                         | Radniger Straße 4 Standort KG: Hermagor           | Die 1926 geweihte Kirche wurde nach einem Entwurf von Matthias Unterberger am nördlichen Hang über der Stadt erbaut und 1995 außen restauriert. Sie ist ein romanisierender Langbau mit Turm in der Südostecke, der Saal mit Flachtonne, und 3/8-Apsis. Ostseitig Seitenschiffanbau durch Empore unterteilt. Das Altarbild „Guter Hirt“ stammt von Engelbert Lenard. | BDA-Hist.: Q37862569 Status: § 2a Stand der BDA-Liste: 2025-06-30 Name: Evang. Pfarrkirche A.B., Schneerosenkirche GstNr.: 614/4 Schneerosenkirche Hermagor                                                             |
| ja   | Datei hochladen | Ehem. Schloss Thurnhof HERIS-ID: 21457 Objekt-ID: 17777                                                             | Thurnhof 1 Standort KG: Hermagor                  | Der Thurnhof ist ein viergeschoßiger Turm von etwa 1500. Angebaut ist ein zweigeschoßiges Wohnhaus, in dem eine Holzbalkendecke mit 1593 bezeichnet ist. | BDA-Hist.: Q26821366 Status: Bescheid Stand der BDA-Liste: 2025-06-30 Name: Ehem. Schloss Thurnhof GstNr.: 542/2 |
| ja   | Datei hochladen | Franzosendenkmal HERIS-ID: 21458 Objekt-ID: 17778                                                                   | Standort KG: Hermagor                             | Das Denkmal am Fuß der Stützmauer der Pfarrkirche erinnert an den Sieg der Österreicher über die Franzosen am 18. September 1813 bei Hermagor. Die Bronzestatue eines Achterjägers von Josef Valentin Kassin aus Klagenfurt wurde 1913 errichtet. | BDA-Hist.: Q37862515 Status: § 2a Stand der BDA-Liste: 2025-06-30 Name: Franzosendenkmal GstNr.: 637/2 Franzosendenkmal Hermagor                                                                                        |
| ja   | Datei hochladen | Kath. Pfarrkirche hll. Hermagoras und Fortunatus HERIS-ID: 21462 Objekt-ID: 17782                                   | Standort KG: Hermagor                             | Das Langhaus der spätgotischen Kirche wurde nach Zerstörung in den Türkenkriegen (1478) aufgebaut. Das Mauerwerk im Chor mit 5/8-Schluss und Strebepfeilern stammt noch vom Vorgängerbau, im Chorschluss sind Freskenreste aus der zweiten Hälfte des 14. Jahrhunderts erhalten. Details der Fassade wie Fensterumrahmungen, umlaufendes Spitzbogenfries und Verkleidung und Aufsätze der an den Langhausecken gehen auf eine historisierende Renovierung von 1904 zurück. Das Langhaus ist netzrippengewölbt, der niedrigere Chor kreuzrippengewölbt. Die Malereien in den Gewölben stammen vom Ende des 15. Jahrhunderts. Der spätbarocke Hauptaltar und die Seitenaltäre im Langhaus wurden Mitte des 18. Jahrhunderts geschaffen; in der Südkapelle befindet sich ein gotischer Flügelaltar. An und in der Kirche sind einige Wappengrabplatten aus dem 15. und 16. Jahrhundert. | BDA-Hist.: Q1497434 Status: § 2a Stand der BDA-Liste: 2025-06-30 Name: Kath. Pfarrkirche hll. Hermagoras und Fortunatus GstNr.: 806/1 Pfarrkirche Hermagor                                                              |
| ja   | Datei hochladen | Burgruine Khünburg HERIS-ID: 11417 Objekt-ID: 7512                                                                  | nordöstlich Khünburg 97 Standort KG: Khünburg     | Um 1200 wurde die etwa 30 × 40 Meter große romanische Burganlage errichtet. Seit einem Brand 1540 verfällt der Bau; erhalten sind noch der 5-geschoßige Bergfried, bis zu 8 Meter hohe Teile der Ringmauer sowie einige Mauern eines Wohngebäudes. | BDA-Hist.: Q1015363 Status: Bescheid Stand der BDA-Liste: 2025-06-30 Name: Burgruine Khünburg GstNr.: 14/28, 13/3, 14/29 Burgruine Khünburg                                                                             |
| ja   | Datei hochladen | Kath. Filialkirche hl. Nikolaus HERIS-ID: 21464 Objekt-ID: 17784                                                    | Kraschach Standort KG: Mitschig                   | An der kleinen gotischen Kirche und im Chor mit 5/8-Schluss befinden sich Wandmalereien aus dem 14. Jahrhundert. In den 1990er Jahren wurden das bemerkenswerte Gewölbedekor des 16. Jahrhunderts über dem Altar freigelegt und die Architekturpolychromie des 18. Jahrhunderts im Langhaus wiederhergestellt. Der Hauptaltar, die Kanzel und ein geschnitzter Rosenkranz stammen aus der ersten Hälfte des 18. Jahrhunderts. Am linken Seitenaltar ist ein gotischer Altarschrein mit barock gemalter Rahmung. | BDA-Hist.: Q1412891 Status: § 2a Stand der BDA-Liste: 2025-06-30 Name: Kath. Filialkirche hl. Nikolaus GstNr.: .39 Filialkirche hl. Nikolaus, Kraschach, Hermagor                                                       |
| ja   | Datei hochladen | Kath. Pfarrkirche hl. Magdalena HERIS-ID: 21463 Objekt-ID: 17783                                                    | in Mitschig Standort KG: Mitschig                 | Die Kirche ist ein einfacher barocker Langbau mit niedrigem eingezogenem Chor mit 5/8-Schluss. Sie hat eine offene Vorhalle, einen Dachreiter mit Spitzhelm und im Norden eine angebaute Sakristei. Der Altar mit illusionistischem Baldachin ist ebenso wie die Orgel spätbarock. Die Glocke stammt aus dem 13. Jahrhundert. | BDA-Hist.: Q1597033 Status: § 2a Stand der BDA-Liste: 2025-06-30 Name: Kath. Pfarrkirche hl. Magdalena GstNr.: .11, 72/2 Pfarrkirche hl. Magdalena, Mitschig, Hermagor                                                  |
| ja   | Datei hochladen | Kath. Filialkirche hl. Athanasius HERIS-ID: 21472 Objekt-ID: 17792                                                  | Kühweg Standort KG: Möderndorf                    | Die kleine spätgotische Kirche mit hölzernem Dachreiter mit Glocke aus dem 13. Jahrhundert, Pfeilervorhalle und Chor mit 3/8-Schluss ist am Dachstuhl mit 1635 bezeichnet. Das Deckengemälde im Langhaus stammt von 1774. Jahrhundert. Hauptaltar, Seitenaltar mit Marienbild (Kopie nach Lukas Cranach) und Kanzel stammen aus dem 17. oder 18. Jahrhundert. | BDA-Hist.: Q1412896 Status: § 2a Stand der BDA-Liste: 2025-06-30 Name: Kath. Filialkirche hl. Athanasius GstNr.: .30 Filialkirche hl. Athanasius, Kühweg, Hermagor                                                      |
| ja   | Datei hochladen | Burgruine Malenthein HERIS-ID: 11095 Objekt-ID: 7164seit 2018                                                       | nördlich Kühweg 81 Standort KG: Möderndorf        | Die um 1300 errichtete und im 15./16. Jahrhundert erweiterte Burg verfiel im 18. Jahrhundert. Es sind Teile des äußeren Mauerrings und eines Wohnturms erhalten. | BDA-Hist.: Q99895932 Status: Bescheid Stand der BDA-Liste: 2025-06-30 Name: Burgruine Malenthein GstNr.: .24 Burgruine Malenthein, Hermagor                                                                             |
| ja   | Datei hochladen | Schloss Möderndorf/Gailtaler Heimatmuseum HERIS-ID: 21469 Objekt-ID: 17789                                          | Möderndorf 1 Standort KG: Möderndorf              | Das 1458 urkundlich erwähnte Schloss ist ein viergeschoßiger Bau mit steilem Dach. An der Nordseite ist ein Rundportal, ein Engelsturz-Fresko stammt etwa von 1800. An der Südfassade ist noch der Originalputz aus der Bauzeit. In den oberen Stockwerken gibt es barocke Kassettendecken und Stuckdekorationen, in den unteren Etagen Tonnengewölbe. | BDA-Hist.: Q2242503 Status: Bescheid Stand der BDA-Liste: 2025-06-30 Name: Schloss Möderndorf/Gailtaler Heimatmuseum GstNr.: .55/7 Schloss Möderndorf                                                                   |
| ja   | Datei hochladen | Kath. Filialkirche hl. Martin HERIS-ID: 21470 Objekt-ID: 17790                                                      | Möderndorf Standort KG: Möderndorf                | Die kleine spätgotische Kirche mit Chor mit 5/8-Schluss und sechsseitigem hölzernen Dachreiter mit Spitzhelm wurde im 15. Jahrhundert errichtet. An der Südseite der Kirche ist ein Christophorusfresko aus der ersten Hälfte des 16. Jahrhunderts. Im spitzbogigen Westportal ist eine Holztür mit spätgotischen Beschlägen. Der Chor ist sternrippengewölbt, die Sakristei kreuzgratgewölbt. Bemerkenswert sind die beiden spätgotischen Flügelaltäre an den Seiten. | BDA-Hist.: Q1412949 Status: § 2a Stand der BDA-Liste: 2025-06-30 Name: Kath. Filialkirche hl. Martin GstNr.: .42 St. Martin (Möderndorf)                                                                                |
| ja   | Datei hochladen | Kath. Filialkirche hl. Urban HERIS-ID: 21471 Objekt-ID: 17791                                                       | Möderndorf Standort KG: Möderndorf                | Die kleine spätgotische Bergkirche mit dreiseitigem Schluss, Dachreiter und spitzbogigem profilierten Westportal wurde im 15. Jahrhundert errichtet. Der Chor ist sternrippengewölbt; am Triumphbogen steht die Jahreszahl 1632. Vermutlich wurden in jenem Jahr die spätgotischen Wandmalereien im Chor übermalt. Der einfache Hochaltar stammt etwa von 1700. | BDA-Hist.: Q37862709 Status: § 2a Stand der BDA-Liste: 2025-06-30 Name: Kath. Filialkirche hl. Urban GstNr.: .63 |
| ja   | Datei hochladen | Straßenbrücke beim „Steinbrugger“ HERIS-ID: 21474 Objekt-ID: 17794                                                  | bei Grünburg 8 Standort KG: Möschach              | Die Steingewölbebrücke wurde 1849 genannt; dürfte aber älter sein. | BDA-Hist.: Q37862742 Status: Bescheid Stand der BDA-Liste: 2025-06-30 Name: Straßenbrücke beim „Steinbrugger“ GstNr.: 1322 Straßenbrücke beim Steinbrugger, Grünburg                                                    |
| ja   | Datei hochladen | Kath. Filialkirche hl. Katharina HERIS-ID: 21473 Objekt-ID: 17793                                                   | Radnig Standort KG: Möschach                      | Eine hier im 11. Jahrhundert erbaute romanische Kirche wurde in den Türkenkriegen des 15. Jahrhunderts zerstört und bald danach wieder aufgebaut. Bemerkenswert ist die Decke der Vorhalle mit ihrer Schablonenmalerei von Ende des 15. Jahrhunderts, die sich bis zum 19. Jahrhundert noch im Langhaus befunden hatte. Der Altar ist mit 1670 bezeichnet; am Altartisch ist eine römerzeitliche Grabinschrift. | BDA-Hist.: Q37862730 Status: § 2a Stand der BDA-Liste: 2025-06-30 Name: Kath. Filialkirche hl. Katharina GstNr.: .28 Filialkirche hl. Katharina, Radnig                                                                 |
| ja   | Datei hochladen | Mauerspeicher bei Steinwender HERIS-ID: 11113 Objekt-ID: 7186                                                       | bei Untermöschach 6 Standort KG: Möschach         | Der ehemalige herrschaftliche Zehentspeicher ist ein gemauerter dreigeschoßiger Bau unter Schopfwalmdach über rechteckigem Grundriss. An der Ostseite befinden sich eine gemauerte Außentreppe und ein terrassenartiger Vorbau mit Holzgeländer. Ein Deckenbalkenfragment ist mit 1631 bezeichnet. Über dem Portal ist bemerkenswertes Architekturdekor, bezeichnet 1641. | BDA-Hist.: Q38089860 Status: Bescheid Stand der BDA-Liste: 2025-06-30 Name: Mauerspeicher bei Steinwender GstNr.: 723                                                                                                   |
| ja   | Datei hochladen | Schloss Lerchenhof HERIS-ID: 21475 Objekt-ID: 17795                                                                 | Untermöschach 8 Standort KG: Möschach             | Das spätklassizistische Herrenhaus wurde von 1848 bis 1851 im Auftrag des Montanindustriellen Julius von Wodley möglicherweise von Johann Domenico Venchiarutti erbaut. Es handelt sich um ein stattliches dreigeschoßiges Biedermeierschloss mit siebenachsiger Fassade. | BDA-Hist.: Q15122231 Status: Bescheid Stand der BDA-Liste: 2025-06-30 Name: Schloss Lerchenhof GstNr.: 712/2 Schloss Lerchenhof                                                                                         |
| ja   | Datei hochladen | hallstattzeitliche Wehranlage/befestigte Siedlung, Befestigung Gradisce bei Kreuth HERIS-ID: 24948 Objekt-ID: 21362 | Dollin Standort KG: Nampolach                     | Die Wallanlage stammt aus der Hallstattzeit. | BDA-Hist.: Q37888813 Status: Bescheid Stand der BDA-Liste: 2025-06-30 Name: hallstattzeitliche Wehranlage/befestigte Siedlung, Befestigung Gradisce bei Kreuth GstNr.: 1161/1 Befestigung Gradisce bei Kreuth, Hermagor |
| ja   | Datei hochladen | Kapelle Zum hl. Kreuz oder Blitzkapelle HERIS-ID: 11096 Objekt-ID: 7165                                             | Brugg 9, in der Nähe Standort KG: Nampolach       | Die kleine neugotische Kapelle mit Dachreiter und 3/8-Schluss wurde 1903 errichtet. | BDA-Hist.: Q38089294 Status: Bescheid Stand der BDA-Liste: 2025-06-30 Name: Kapelle Zum hl. Kreuz oder Blitzkapelle GstNr.: .144/2 Kapelle Zum Heiligen Kreuz in Brugg, Hermagor                                        |
| ja   | Datei hochladen | Kath. Filialkirche hl. Ägid HERIS-ID: 24946 Objekt-ID: 21360                                                        | Dellach Standort KG: Nampolach                    | Die kleine gotische Kirche mit 3/8-Schluss, gekehltem Spitzbogenportal und niedriger offener Pfeilervorhalle weist am Giebel Freskenreste von etwa 1400 auf. Im sternrippengewölbten steht der reich geschmückte Hochaltar vom Ende des 17. Jahrhunderts. Zwei einfache, ähnlich alte Seitenaltäre und ein barockes Vortragekreuz ergänzen die Einrichtung. | BDA-Hist.: Q1412781 Status: § 2a Stand der BDA-Liste: 2025-06-30 Name: Kath. Filialkirche hl. Ägid GstNr.: .89 Filialkirche hl. Ägid in Dellach, Hermagor                                                               |
| ja   | Datei hochladen | Hügelgräberfeld Eggforst HERIS-ID: 25959 Objekt-ID: 22411                                                           | Forstwald Standort KG: Nampolach                  | Das Hügelgräberfeld im Eggforst stammt aus der Hallstattzeit. | BDA-Hist.: Q37897818 Status: Bescheid Stand der BDA-Liste: 2025-06-30 Name: Hügelgräberfeld Eggforst GstNr.: 1028/9 Hügelgräberfeld Eggforst, Hermagor                                                                  |
| ja   | Datei hochladen | Kath. Filialkirche hl. Leonhard HERIS-ID: 24953 Objekt-ID: 21367                                                    | Latschach Standort KG: Nampolach                  | Die Kirche ist ein kleiner spätgotischer Bau mit Chor mit 3/8-Schluss, Turm über der Sakristei, zwei derben Strebepfeilern an der Südseite, und großer Pfeilervorhalle in Schiffsbreite. Im netzgratewölbten Langhaus befindet sich eine barocke hölzerne Empore. Der Hochaltar stammt etwa von 1640; die Seitenaltäre und die Kanzel wurden 1772 von Josep Kapfer gefertigt. | BDA-Hist.: Q1412902 Status: § 2a Stand der BDA-Liste: 2025-06-30 Name: Kath. Filialkirche hl. Leonhard GstNr.: .14 Filialkirche hl. Leonhard, Latschach, Hermagor                                                       |
| ja   | Datei hochladen | Pfarrhof HERIS-ID: 24955 Objekt-ID: 21369                                                                           | Mellweg 15 Standort KG: Nampolach                 | Der Pfarrhof ist ein zweigeschoßiger Bau aus dem 19. Jahrhundert. Über dem Portal ist ein Rundbild mit der Darstellung der Maria Immaculata angebracht. | BDA-Hist.: Q37888871 Status: § 2a Stand der BDA-Liste: 2025-06-30 Name: Pfarrhof GstNr.: .119 Pfarrhof Mellweg (Hermagor)                                                                                               |
| ja   | Datei hochladen | Kath. Pfarrkirche hl. Gertraud HERIS-ID: 24954 Objekt-ID: 21368                                                     | in Mellweg Standort KG: Nampolach                 | Die gotische, um 1400 errichtete Kirche hat ein netzrippengewölbtes Langhaus, einen sternrippengewölbten Chor mit 3/8-Schluss, und einen gedrungenen Turm, in dessen Erdgeschoß sich die kreuzgratgewölbte Sakristei befindet. Die Fresken an der Nordseite der Kirche und im Langhaus stammen aus der Bauzeit. Die Seitenaltäre stammen aus der Mitte des 17. Jahrhunderts; Hochaltar, Kanzel und Taufbecken sind gut 100 Jahre jünger. Das Langhaus wurde 1844 um ein Westjoch verlängert. | BDA-Hist.: Q2082835 Status: § 2a Stand der BDA-Liste: 2025-06-30 Name: Kath. Pfarrkirche hl. Gertraud GstNr.: .115 Pfarrkirche hl. Gertraud, Mellweg, Hermagor                                                          |
| ja   | Datei hochladen | Kath. Filialkirche hl. Kunigunde HERIS-ID: 24952 Objekt-ID: 21366                                                   | Nampolach Standort KG: Nampolach                  | Mit dem Bau der kleinen spätgotischen Kirche wurde 1521 begonnen. Sie hat nördlich vom Chor mit 4/6-Schluss einen gedrungenen Turm, außerdem ein spitzbogiges Westportal und eine offene Pfeilervorhalle. Der Hauptaltar mit Knorpelwerk und der rechte Seitenaltar stammen von etwa 1650; der linke Seitenaltar von etwa 1725. | BDA-Hist.: Q1412959 Status: § 2a Stand der BDA-Liste: 2025-06-30 Name: Kath. Filialkirche hl. Kunigunde GstNr.: .10 Filialkirche hl. Kunigunde, Nampolach, Hermagor                                                     |
| ja   | Datei hochladen | Kath. Filialkirche hl. Valentin HERIS-ID: 24951 Objekt-ID: 21365                                                    | Paßriach Standort KG: Nampolach                   | Die einfache Kirche mit hölzernem Dachreiter ist ein spätgotischer Bau; auf eine Renovierung im 17. Jahrhundert weisen die Jahreszahlen 1668 an der Westür und 1672 am Triumphbogen hin. An der Südwand ist ein barockes Christophorusfresko. Haupt- und Seitenaltäre stammen etwa von 1675. | BDA-Hist.: Q1412972 Status: § 2a Stand der BDA-Liste: 2025-06-30 Name: Kath. Filialkirche hl. Valentin GstNr.: .52 Filialkirche hl. Valentin in Paßriach                                                                |
| ja   | Datei hochladen | Evang. Pfarrkirche A.B. HERIS-ID: 24957 Objekt-ID: 21371                                                            | in Jenig Standort KG: Rattendorf                  | Die 1936 geweihte Kirche wurde nach Plänen der Villacher Baumeister Paul Galsterer erbaut. Der einfache Bau mit Dachreiter zeigt sich im Inneren als gut proportionierter Raum mit einer Holzdecke auf Schwibbögen und Wandpfeilern. | BDA-Hist.: Q37888914 Status: § 2a Stand der BDA-Liste: 2025-06-30 Name: Evang. Pfarrkirche A.B. GstNr.: .199 Evangelische Kirche Jenig                                                                                  |
| ja   | Datei hochladen | Kath. Pfarrkirche hll. Andreas und Markus HERIS-ID: 24956 Objekt-ID: 21370                                          | in Rattendorf Standort KG: Rattendorf             | Die spätgotische Kirche mit eingezogenem Chor mit 5/8-Schluss, profiliertem kielbogigem Westportal und Turm nördlich vom Chor wurde Anfang des 16. Jahrhunderts errichtet. Der hohe Hauptaltar ist mit 1718 bezeichnet; die beiden Seitenaltäre stammen aus dem späten 17. bzw. aus dem zweiten Viertel des 18. Jahrhunderts; die Kanzel ist neugotisch. | BDA-Hist.: Q2082913 Status: § 2a Stand der BDA-Liste: 2025-06-30 Name: Kath. Pfarrkirche hll. Andreas und Markus GstNr.: .27 Pfarrkirche Rattendorf                                                                     |
| ja   | Datei hochladen | Römische Talsperre Hadnmauer HERIS-ID: 24966 Objekt-ID: 21380                                                       | Konzen Standort KG: Rattendorf                    | Teile der römischen Talsperre aus dem 1. oder 2. Jahrhundert zum Schutz der Gurina sind heute noch im Bereich von Jenig bis Rattendorf als Geröllwall sichtbar. | BDA-Hist.: Q27499955 Status: Bescheid Stand der BDA-Liste: 2025-06-30 Name: Römische Talsperre Hadnmauer GstNr.: 206, 182, 522, 205, 1300, 2089, 2168, 186/1, 1910/3 Hadnmauer, Hermagor                                |
| BW   | Datei hochladen | Stellung Rattendorfer Alm mit Mannschaftsbaracke I (Zanklhütte) und Scottikapelle HERIS-ID: 205520seit 2021         | Standort KG: Rattendorf                           | Die Siedlung auf der Rattendorfer Alm entstand im Zusammenhang mit dem Gebirgskrieg im Ersten Weltkrieg, die dazugehörige Scottikapelle wurde um 1980 restauriert. Anmerkung: Koordinaten auf die Scottikapelle | BDA-Hist.: Q107616067 Status: Bescheid Stand der BDA-Liste: 2025-06-30 Name: Stellung Rattendorfer Alm mit Mannschaftsbaracke I (Zanklhütte) und Scottikapelle GstNr.: .164, .165, 1902, 1898/1                         |
| ja   | Datei hochladen | Kath. Filialkirche hl. Leonhard zu Schlanitzen HERIS-ID: 24961 Objekt-ID: 21375                                     | bei Schlanitzen Standort KG: Tröpolach            | Die Kirche ist ein spätgotischer Bau von Ende des 15. Jahrhunderts, mit Chor mit 5/8-Schluss, Dachreiter, spitzbogigem profiliertem Westportal und einem Christophorus-Fresko. Ein Balken im Langhaus trägt die Jahreszahl 1498. Die Langhausdecke ist schabloniert bemalt; der Chor ist sternrippengewölbt. Zur Einrichtung gehören der Hochaltar mit spätgotischem Mittelbild, ein als Seitenaltar verwendeter spätgotischer Flügelaltar mit Schnitzfiguren, ein schlichter Seitenaltar von 1632, und eine lebensgroße Schnitzfigur Schmerzensmann aus dem 17. Jahrhundert. | BDA-Hist.: Q37888950 Status: § 2a Stand der BDA-Liste: 2025-06-30 Name: Kath. Filialkirche hl. Leonhard zu Schlanitzen GstNr.: .47 Filialkirche hl. Leonhard zu Schlanitzen, Hermagor                                   |
| ja   | Datei hochladen | Kath. Filialkirche hl. Georg HERIS-ID: 24962 Objekt-ID: 21376                                                       | bei Tröpolach 50 Standort KG: Tröpolach           | Die Kirche mit mächtigem Chorturm wurde im 13. Jahrhundert errichtet, und später spätgotisch sowie barock umgestaltet. Langhaus und Chor sind netzrippengewölbt. Die Seitenaltäre stammen etwa von 1700, der neobarocke Hochaltar von 1857. | BDA-Hist.: Q1299087 Status: § 2a Stand der BDA-Liste: 2025-06-30 Name: Kath. Filialkirche hl. Georg GstNr.: .52 Pfarrkirche Tröpolach                                                                                   |
| ja   | Datei hochladen | Evangelisches Schul- und Bethaus HERIS-ID: 24960 Objekt-ID: 21374                                                   | Watschig 13 Standort KG: Tröpolach                | Das turmlose evangelische Bethaus wurde 1782/83, also sofort nach dem Toleranzpatent, errichtet. Im Inneren befindet sich eine große hölzerne Orgelempore; über dam Altar ist ein Deckengemälde. Die Rokoko-Einrichtung (Hochaltar mit Opfergangsportalen, Kanzel, Orgel) stammt aus der Erbauungszeit. | BDA-Hist.: Q2552679 Status: § 2a Stand der BDA-Liste: 2025-06-30 Name: Evangelisches Schul- und Bethaus GstNr.: .16 |
| ja   | Datei hochladen | Kath. Filialkirche Maria Hilf HERIS-ID: 24959 Objekt-ID: 21373                                                      | Watschig Standort KG: Tröpolach                   | Die neugotische Kapelle mit Dachreiter und Chor mit 5/8-Schluss enthält einen von etwa 1680 stammenden Altar. | BDA-Hist.: Q1413311 Status: § 2a Stand der BDA-Liste: 2025-06-30 Name: Kath. Filialkirche Maria Hilf GstNr.: .6 Filialkirche Watschig                                                                                   |
| ja   | Datei hochladen | Hügelgräberfeld Obervellach HERIS-ID: 24963 Objekt-ID: 21377                                                        | Kirchfeld Standort KG: Vellach                    | Das Hügelgräberfeld am Fuß des sogenannten Eichforsts stammt aus der Latènezeit. Von den ursprünglich fünf Grabhügeln sind noch zwei mit einem Durchmesser von fünf bzw. elf Metern erhalten. Es handelt sich vermutlich um Brandbestattungen mit Keramik- und Metallbeigaben in Stein- und Holzeinbauten. | BDA-Hist.: Q37888980 Status: Bescheid Stand der BDA-Liste: 2025-06-30 Name: Hügelgräberfeld Obervellach GstNr.: 313, 315 Hügelgräber Obervellach                                                                        |
| ja   | Datei hochladen | Kath. Filialkirche hl. Dreifaltigkeit (St. Trinitas und Antonius von Padua) HERIS-ID: 24965 Objekt-ID: 21379        | Obervellach Standort KG: Vellach                  | Die Kirche ist ein kleiner spätgotischer Bau mit rundbogigem Westportal, Chor mit 3/8-Schluss und Dachreiter. Auf die Barockisierung von 1686 gehen die hölzerne Empore, der Hochaltar, die beiden Seitenaltäre, ein geschnitzter Rosenkranz und zwei Vortragestangen zurück. | BDA-Hist.: Q1258018 Status: § 2a Stand der BDA-Liste: 2025-06-30 Name: Kath. Filialkirche hl. Dreifaltigkeit (St. Trinitas und Antonius von Padua) GstNr.: .27 Filialkirche hl. Dreifaltigkeit, Obervellach, Hermagor   |
| ja   | Datei hochladen | Kath. Filialkirche hl. Magdalena HERIS-ID: 24964 Objekt-ID: 21378                                                   | Untervellach Standort KG: Vellach                 | Die kleine spätgotische Kirche mit Chor mit 3/8-Schluss, hölzernem Dachreiter und großer Pfeilervorhalle ist am Chorgewölbe mit der Jahreszahl 1502 bezeichnet. Im Chor wurde die frühbarocke Farbgestaltung von 1613 wiederhergestellt; aus der gleichen Zeit stammen Wandmalereien an den Chorwänden sowie ein Christophorus-Fresko an der Fassade. Es gibt aber auch noch Reste eines weiteren, älteren Christophorusfreskos. Ein spätgotischer Flügelaltar, der ab 1502 Hauptaltar dieser Kirche war, dient heute als Seitenaltar; der heutige, frühbarocke Hochaltar stammt von 1652, ein weiterer Seitenaltar aus dem 18. Jahrhundert. | BDA-Hist.: Q1236469 Status: § 2a Stand der BDA-Liste: 2025-06-30 Name: Kath. Filialkirche hl. Magdalena GstNr.: .50 Filialkirche hl. Magdalena, Untervellach (Hermagor)                                                 |

### Ehemalige Denkmäler
| Foto |                 | Denkmal                                                                | Standort              | Beschreibung | Metadaten |
| ---- | --------------- | ---------------------------------------------------------------------- | --------------------- | --- | --- |
| ja   | Datei hochladen | Marienkapelle im Friedenspark HERIS-ID: 21459 Objekt-ID: 17779bis 2021 | Standort KG: Hermagor | Die Marienkapelle wurde als Grabkapelle des Johann Moro im ehemaligen Friedhof, dem heutigen Friedenspark, erbaut und 1859 geweiht. Seit 1880 ist sie die Grabkapelle der Familie Frenzl. Als Baumeister wird Domenico Venchiarutti angenommen. Der spätklassizistische Bau mit giebelbekrönter Säulenfront ist im Inneren mit Dekorationsmalereien ausgestattet. | BDA-Hist.: Q37862529 Status: § 2a Stand der BDA-Liste: 2021-07-01 Name: Marienkapelle im Friedenspark GstNr.: 165/1 Marienkapelle im Friedenspark (Hermagor) |